# Willem Duyster

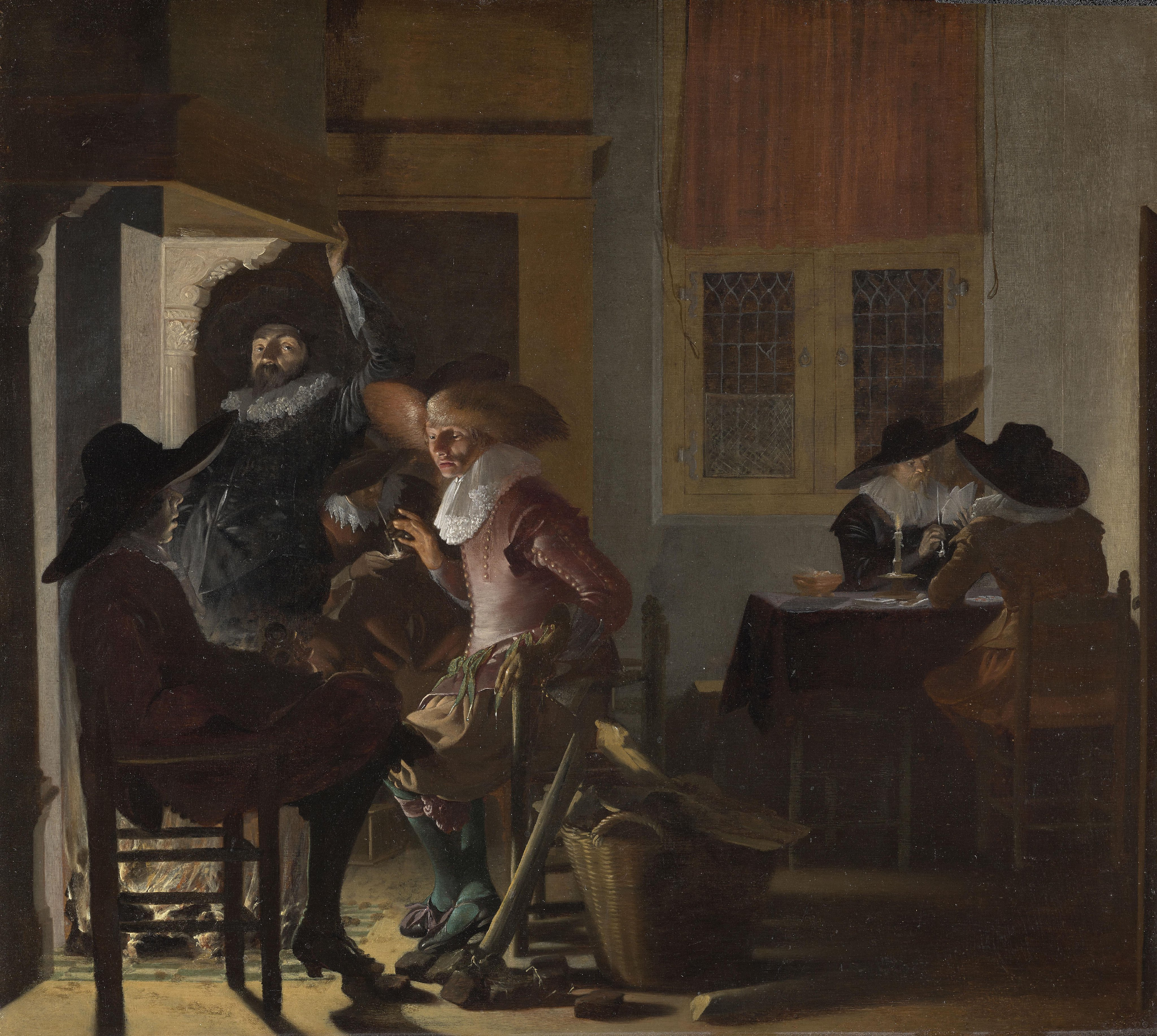
Soldati presso un camino

Willem Cornelisz. Duyster,   o Duijster (Amsterdam, 30 agosto 1599  (battezzato) – Amsterdam, 31 gennaio 1635  (sepolto), è stato un pittore e disegnatore olandese del secolo d'oro.

## Biografia

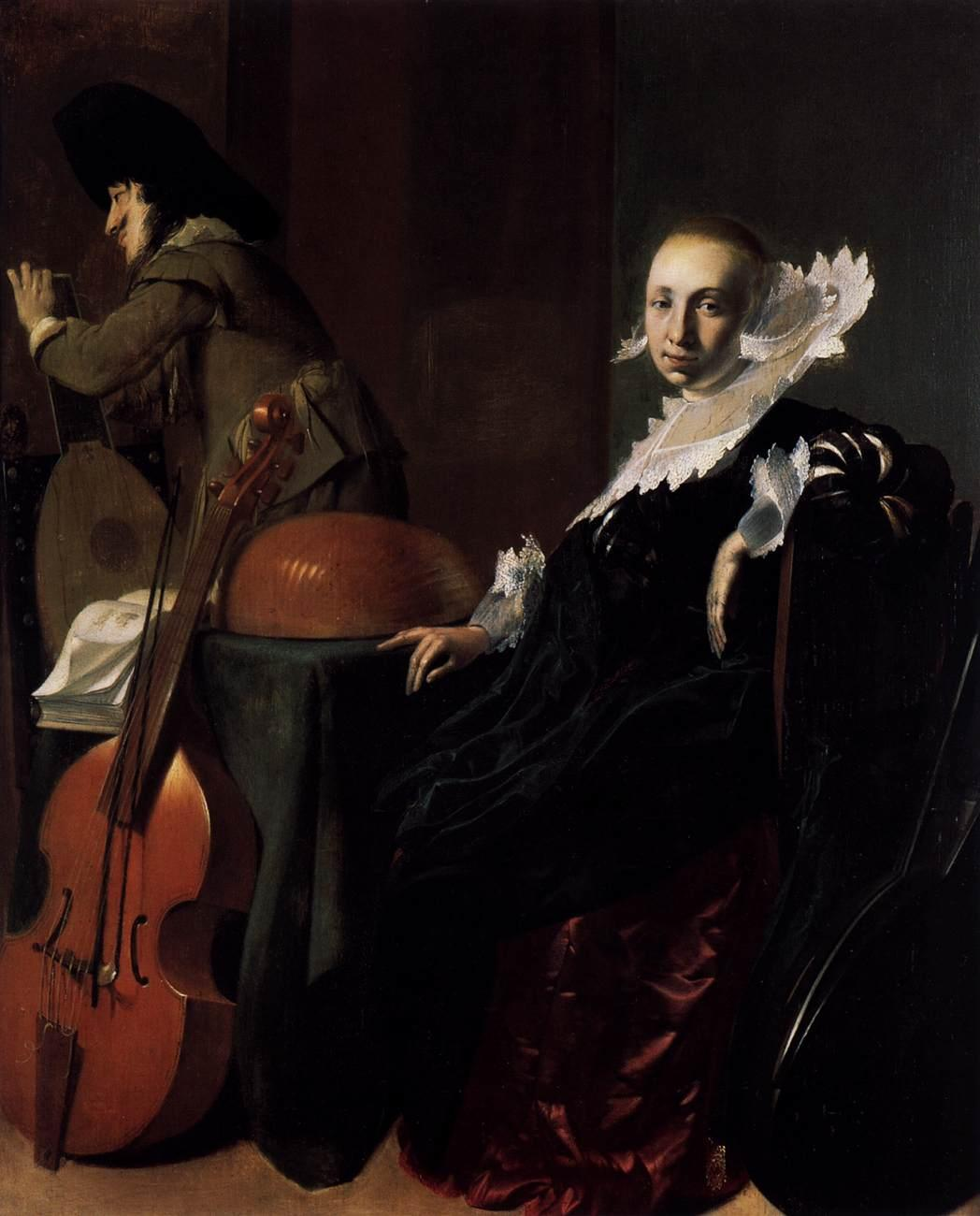
Coppia di musicisti

Figlio di Cornelis Dircksz, prima barbiere e poi falegname, Duyster, il cui cognome deriva dal nome della casa di abitazione della famiglia nella Koningstraat De Duystere Werelt, studiò pittura presso Pieter Codde e forse anche presso Barend van Someren e Cornelis van der Voort.
Il nome dell'artista comparve per la prima volta il 1º luglio 1625 in un atto notarile redatto a seguito di una lite con Pieter Codde e il suo periodo d'attività si può considerare quindi avente inizio in questo stesso anno. La sua presenza ad Amsterdam fu segnalata anche nel 1631 e nel 1632, si ritiene perciò che abbia operato principalmente nella sua città natale. Nel 1631 si sposò con la sorella di Simon Kick, Margrieta, da cui ebbe una figlia, Annetge, mentre contemporaneamente sua sorella Christina (Stijntje) sposò Kick. Poco prima morì suo padre.
Duyster dipinse soprattutto soggetti di genere, anche con ambientazione notturna a lume di candela o di lampada, ritratti, nature morte, soggetti di tipo equestre o militare, come ad esempio dipinti ritraenti soldati intenti in giochi di carte o alle prese con prostitute. Queste rappresentazioni della vita di soldati non in servizio erano dette cortegaardije (dal francese corps de garde) ed erano molto popolari durante il secondo quarto del XVII secolo.
La produzione artistica di Duyster lo fa ritenere un seguace di Willem Buytewech, pur presentando reminiscenze delle opere di Dirck Hals, Anthonie Palamedes, Jacob van Velsen, Thomas de Keyser e Daniël Cletcher. Sua caratteristica furono una buona capacità nel trattamento del chiaroscuro, una notevole abilità nella resa dei tessuti, sfruttando una sottile gamma di grigi e la capacità di caratterizzare gli individui e le relazioni psicologiche tra di essi. È considerato, assieme a Pieter Codde, Simon Kick e Gerard ter Borch, uno dei pittori di genere di Amsterdam, che tra il 1620 e il 1650 realizzarono piccoli dipinti aventi come soggetti compagnie e scene di vita militare. Il suo stile influenzò Mathieu Le Nain.
La sua vita fu breve, morì infatti nel 1635 di peste.

## Alcune Opere
- Soldati che giocano a carte, olio su tavola, 32 x 43 cm, 1625-1630, Staatsgalerie, Schleißheim[4]
- Maschere di carnevale, olio su tavola, 28 x 38 cm, 1620 circa, Staatliche Museen, Berlino[7]
- I saccheggiatori, olio su tavola, 36 x 50 cm, 1630-1635, Museo del Louvre, Parigi[6]
- Coppia di musicisti, olio su tavola, 43 x 36 cm, Staatliche Museen, Berlino
- Soldati presso un camino, olio su tavola, 42 x 47 cm, 1632 circa, Philadelphia Museum of Art, Filadelfia[5]